# Deszcz, para, szybkość
Deszcz, para, szybkość (ang. Rain, Steam and Speed – The Great Western Railway) – obraz olejny Williama Turnera wystawiony po raz pierwszy w Royal Academy of Arts w 1844. Obecnie znajduje się w National Gallery w Londynie.
Obraz przedstawia pociąg mknący po moście przy niesprzyjającej pogodzie. Wyraźnie rozpoznawalny jest komin parowozu. Wszystko inne zlewa się i rozpuszcza w złotej mgiełce. Pędząca lokomotywa jest symbolem dynamiki nowych czasów, podczas gdy widoczne po lewej stronie pod filarami mostu dwie łodzie z pasażerami, a zwłaszcza ledwie dostrzegalny po prawej oracz z dwukonnym pługiem, są znakiem starego porządku – ery agrarnej. Jest to też kontrast pomiędzy maszyną a naturą. Widok skierowany jest na wschód, w stronę Londynu. W prawym dolnym rogu umieszczony został zarys niewielkiego zająca. Według niektórych historyków sztuki Turner chciał za jego pomocą odnieść się do ograniczoności techniki. Inni domniemywali, iż artysta ukazując małe, przestraszone zwierzę uciekające przed wielką, rozpędzoną maszyną zwracał uwagę na niebezpieczeństwa związane z postępem technicznym ludzkości.

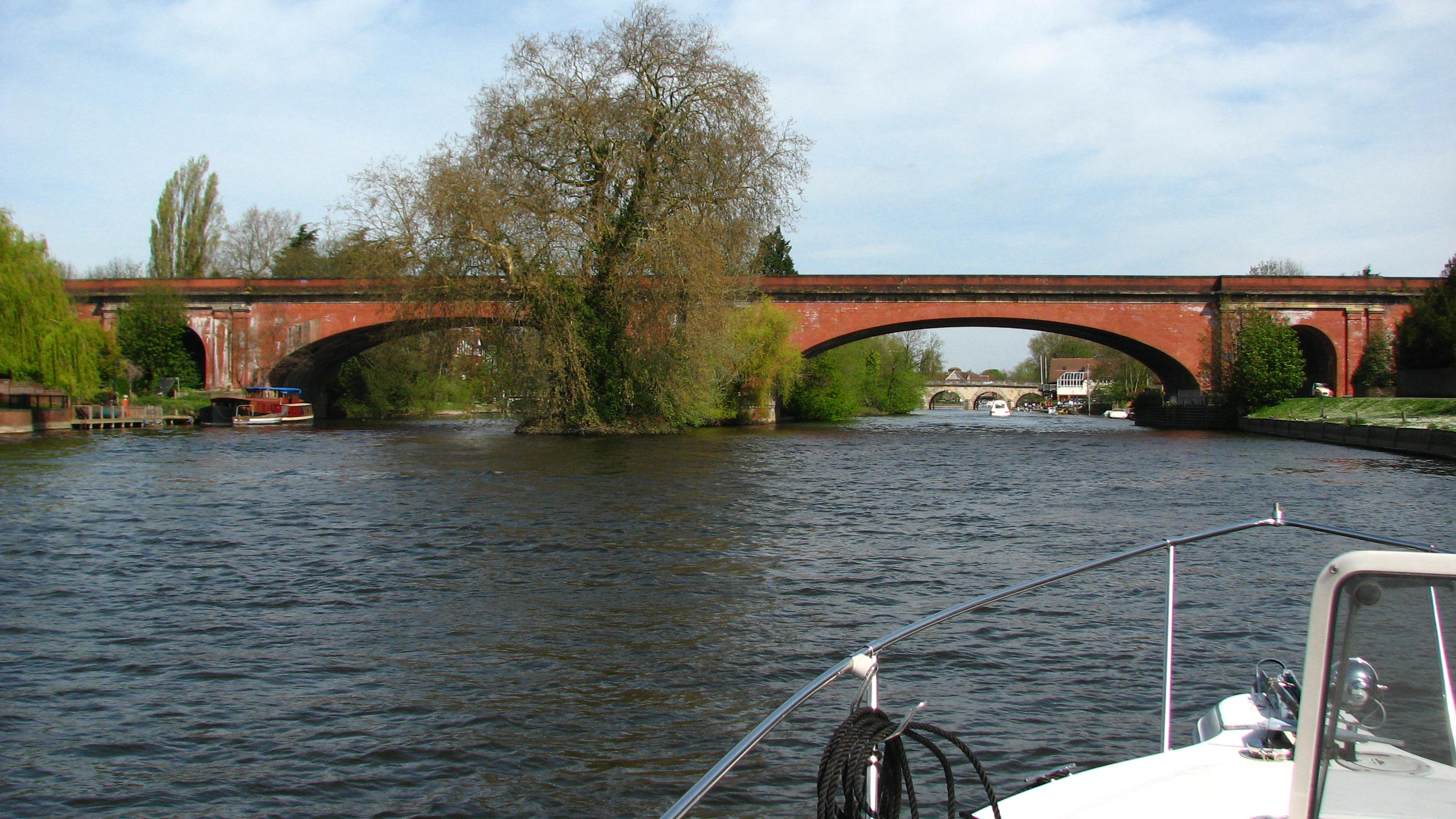
Maidenhead Railway Bridge

Great Western Railway (GWR) była jedną z wielu prywatnych brytyjskich spółek kolejowych działających w XIX wieku. Miejscem przedstawionym na obrazie jest zaprojektowany w 1837 i ukończony w 1839 most Maidenhead Railway Bridge(ang.) leżący na Tamizie pomiędzy Maidenhead i Taplow, który ma dwa główne, bardzo szerokie i płaskie, łuki z cegły. Konstruktorem mostu był Isambard Kingdom Brunel.